# Museo Diocesano de Arte Sacro de Álava
El Museo Diocesano de Arte Sacro de Álava (en euskera: Arabako Elizbarrutiko Arte Sakratuaren Museoa) se ubica en el espacio de la girola de la Catedral de María Inmaculada (Catedral Nueva) de la ciudad de Vitoria, Álava (País Vasco, España).

## Historia
El origen de la colección está en 1923, cuando se inauguró un Museo Diocesano en el Seminario Conciliar de Vitoria, ubicado junto a la catedral de Santa María (catedral Vieja). En 1930, edificado un nuevo Seminario Diocesano, las obras se trasladaron a uno de los pabellones de teología. Unos años más tarde, ya en 1942, se firmó un acuerdo entre el obispado y la Diputación Foral de Álava y la colección se trasladó a la llamada Casa de Álava, que luego sería el Museo de Bellas Artes de Álava. En 1978 se constituye una sección de Arte Sacro dentro de esa colección.
Finalmente, es en 1997 cuando la Diputación Foral de Álava y la Diócesis de Vitoria, con el objeto de preservar el patrimonio histórico-artístico del Territorio Histórico de Álava y la Diócesis, acuerdan crear el Museo Diocesano y ubicarlo de manera permanente en la girola de la catedral de María Inmaculada, espacio semicircular compuesto por dos naves concéntricas y segmentado en siete capillas, en las que se pueden apreciar notables obras escultóricas así como las vidrieras realizadas por la casa Maumejean de origen francés y con fábricas en San Sebastián y Madrid. El proyecto arquitectónico, que incluye los espacios presbiteriales que conectan el ábside con los brazos del crucero, dando un total de once salas, permite disfrutar del edificio, ya que las salas se han concebido como espacios abiertos. El Museo fue abierto al público el 30 de abril de 1999.

## Colecciones

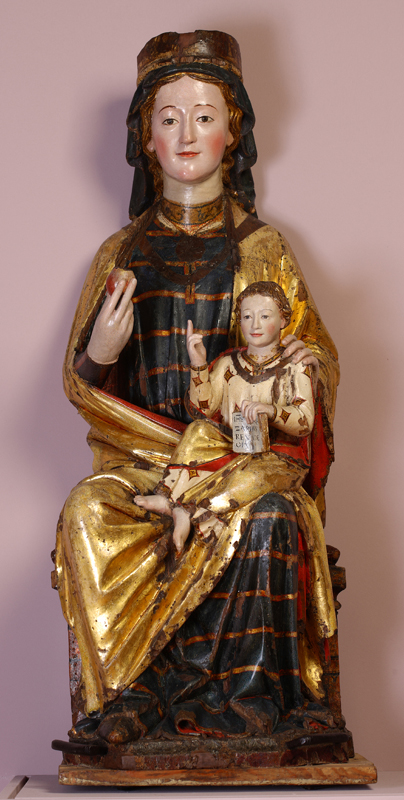
Santa María de Vitoria/Andra Mari de la esclavitud

Las obras que componen los fondos del Museo pertenecen en su mayoría a la Diputación Foral, a la Diócesis y las varias parroquias de la provincia que han accedido a depositar las obras para su exposición permanente al público. Muchas de ellas ya estuvieron expuestas en el Museo Diocesano que desde 1923 funcionó en el Seminario Conciliar y luego, a partir de 1942, en el Museo Provincial de Bellas Artes, que en 1978 inauguró una sección específica de Arte Sacro. En la disposición del espacio expositivo se combinan criterios de ordenación histórico-estilística, atendiendo a los sucesivos estilos artísticos y las correlativas épocas históricas (Románico, Gótico, Renacimiento, Barroco); y criterios didácticos, que prioricen las técnicas y las materias empleadas en la realización de las obras. Los fondos se distribuyen en seis secciones y once salas, más una sala introductoria dedicada a exposiciones temporales.

### Sección Piedra (Salas 1 y 2)
Se corresponde con los períodos del Prerrománico y el Románico, con piezas datadas entre los siglos V y XIV. Todos los objetos comparten la característica de su factura en piedra. Se encuentran en esta sección algunas de las manifestaciones artísticas más antiguas del cristianismo en Álava así como elementos del mundo funerario (estelas, sepulturas), mobiliario litúrgico (altares) y elementos arquitectónicos con labor escultórica. Una serie de maquetas y fotos aproxima al visitante al fenómeno del eremitismo y a algunos templos románicos característicos. En la Sala 1 (espacio presbiterial sur) se puede observar una selección de estelas funerarias, sepulcros, los altares de Obécuri y Cripán, etc. En la Sala 2 (Capilla del Sagrado Corazón) destacan diversos materiales representativos de la arquitectura románica, como canecillos, capiteles, ménsulas, ventanales, portadas y relieves.

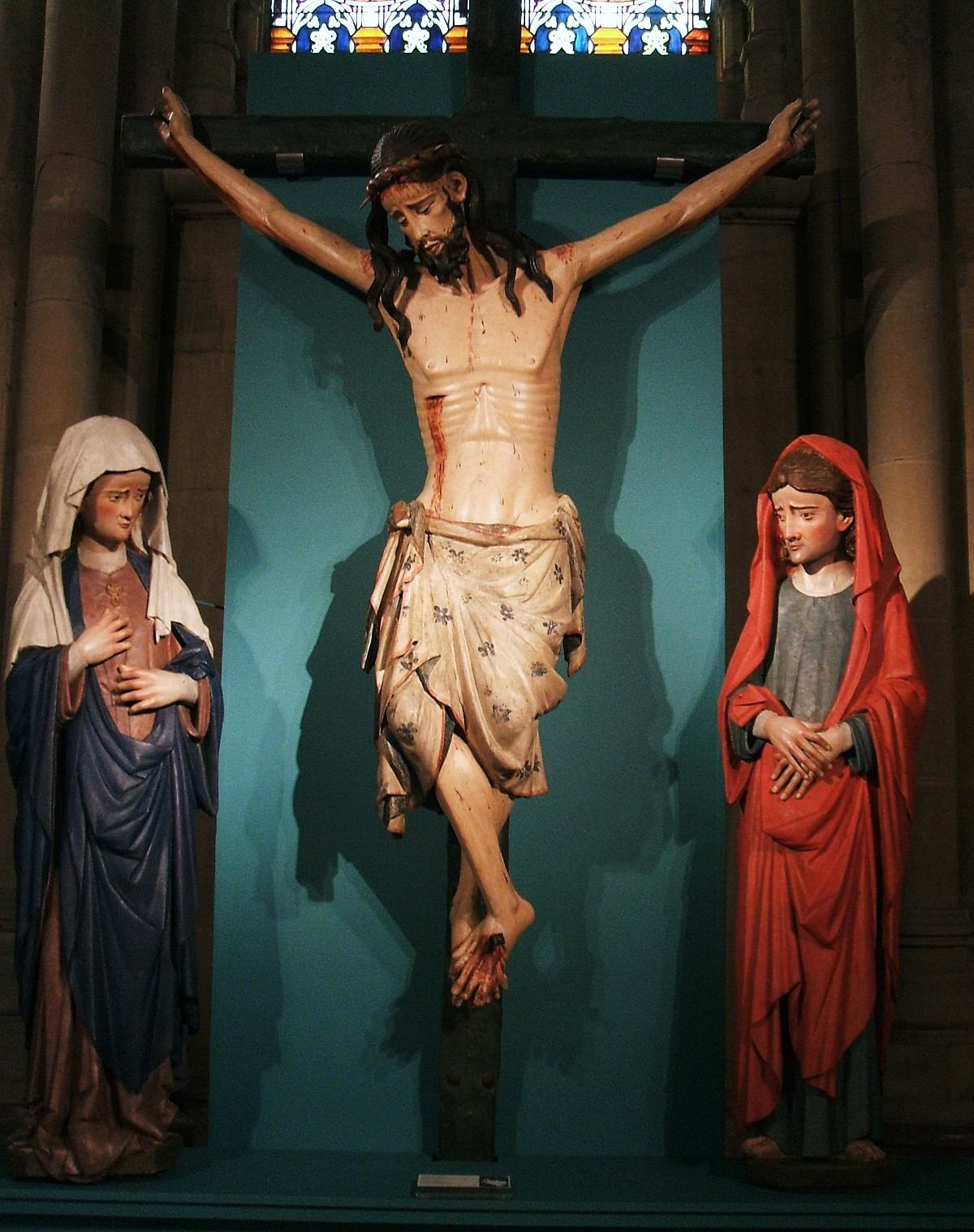
Calvario de Eguileta (siglo XIV)

### Sección Tronco (Salas 3 y 4)
Contiene piezas de imaginería talladas a partir de troncos de madera, correspondientes a las diversas épocas artísticas, desde el Románico al Barroco. En la Sala 3 (Capilla de Álava) destacan el conjunto de vírgenes sedentes con el Niño, tipología conocida en el País Vasco como Andra Mari, como lo más representativo de la imaginería gótica provincial, así como el Cristo Crucificado de Zurbano, talla procedente de la parroquia de San Esteban de Zurbano, y el también policromado Calvario de Eguileta, conjunto de tres bultos —el Cristo, la Virgen y San Juan— procedente de la parroquia de San Román de Eguileta, ambos del siglo XIV.
En la Sala 4 (Capilla de Vizcaya) existe una amplia representación de la pintura sobre tabla, destacando el Retablo de Tortura, un temple de finales del siglo XV o principios del XVI, procedente de la parroquia de San Andrés de Tortura, y la Tabla de Jokano, amén de tallas góticas de santos y el Calvario de Erenchun, consistente en bultos sueltos sin policromar, obra gótica flamenca procedente de parroquia de San Andrés de Erenchun. Son obras de los siglos XIII, XIV y XV.

### Sección Liturgia (Sala 5)
Ubicada en la Capilla central de Nuestra Señora del Rosario, la más rica por la ornamentación de las bóvedas y por sus escudos, esta sala trata de recrear un lugar de culto con los elementos más característicos del mismo. Una reja del siglo XVI procedente de Galarreta delimita dos espacios: en el de la entrada hay imaginería del siglo XVI; tras la reja se conserva un altar neogótico de mármol con forma de templete, existente anteriormente en la Catedral, sobre el que se disponen los objetos litúrgicos más usados en la celebración de la Eucaristía; manteles y frontales, custodia, cáliz, copón, sacras, portapaz, relicario, candeleros, cantoral, ornamentos litúrgicos, un hachero... A los lados del altar se exhiben diversos ornamentos y vestiduras sacerdotales. Dado el carácter didáctico de lo expuesto, la selección de las obras responde no tanto a criterios cronológicos y estilísticos cuanto a que sean representativos del culto católico.

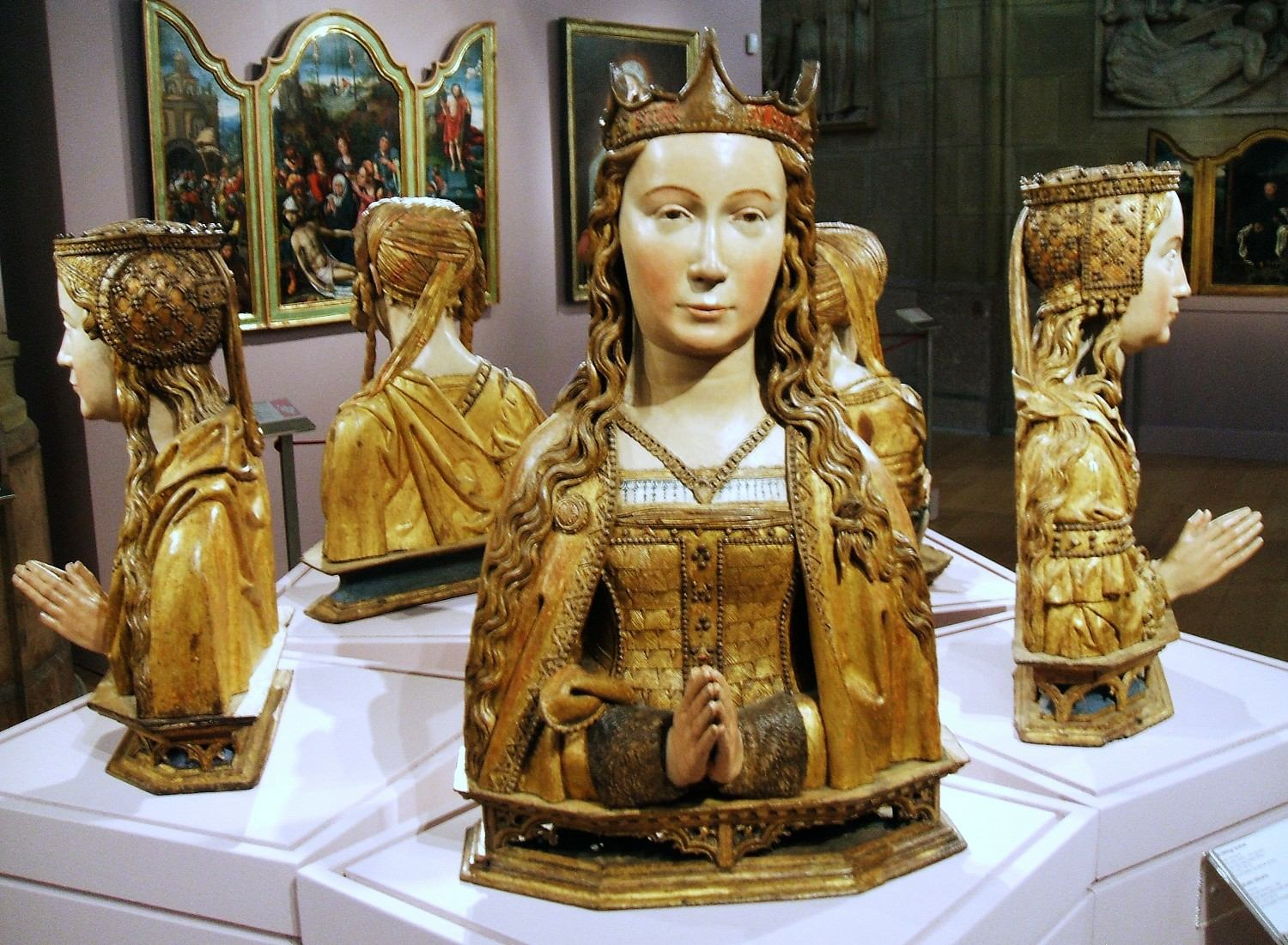
Bustos Relicarios de Santa Úrsula y sus compañeras mártires

### Sección Tabla (Salas 6 y 7)
Alberga obras medievales y renacentistas. La Sala 6 (Capilla de Guipúzcoa) se ha dedicado en exclusiva al legado flamenco tanto de obra pictórica como escultórica. Destacan: el Tríptico de la Pasión, óleo del último cuarto del siglo XV del denominado Maestro de la Leyenda de Santa Godeliva y que estuvo en la parroquia de Santa María de Villacones de Salinas de Añana; el Tríptico de la Virgen con el Niño, Santa Catalina y Santa Bárbara, óleo del Maestro de Fráncfort, de entre 1510 y 1520, en depósito del Santuario de Nuestra Señora de la Antigua de la localidad vizcaína de Orduña; conjunto funerario de los Martínez de Salvatierra, integrado por el Descendimiento, óleo flamenco anónimo sobre tabla, de la escuela de Brujas y hacia 1525, copiado de Hugo van der Goes, más esculturas doradas y policromadas en relieve, procedente todo él de la parroquia vitoriana de San Pedro; la Crucifixión de Ambrosius Benson; el Tríptico de la Epifanía de Pieter Coecke; los cinco Bustos Relicarios de Santa Úrsula y sus compañeras mártires, de principios del XVI y procedentes de la iglesia de San Vicente en Vitoria; y una selección de Vírgenes de Malinas.
La Sala 7 (Capilla de Navarra) se dedica básicamente a la obra autóctona. En ella se encuentran: las Tablas de Añes; las tablas de la Aparición de San Miguel y el Apostolado, conjunto de diez óleos del primer cuarto del siglo XVI y de autor desconocido procedentes del antiguo retablo mayor de la parroquia de San Miguel de Labraza; el Retablo del Dulce Nombre; el Retablo de San Nicolás de Bari, obra plateresca de tres cuerpos, tres calles y ático entallado por los burgaleses Ortega de Córdoba y Diego Guillén y policromado hacia 1539 en el taller de Diego de Torres el Viejo, en depósito de la parroquia de San Nicolás de Bari de Fontecha; el Retablo de San Blas, con mazonería de dos cuerpos, tres calles, ático y guardapolvo ejecutado hacia 1530 aunque de traza aún plenamente gótica, con talla policromada del santo y óleos sobre tabla, procedente de la parroquia de San Vicente de Hueto Abajo; y, los dos relieves realizados por Juan de Ancheta en estilo romanista en 1578, la Flagelación y la Coronación de Espinas, procedentes de la parroquia vitoriana de San Miguel.

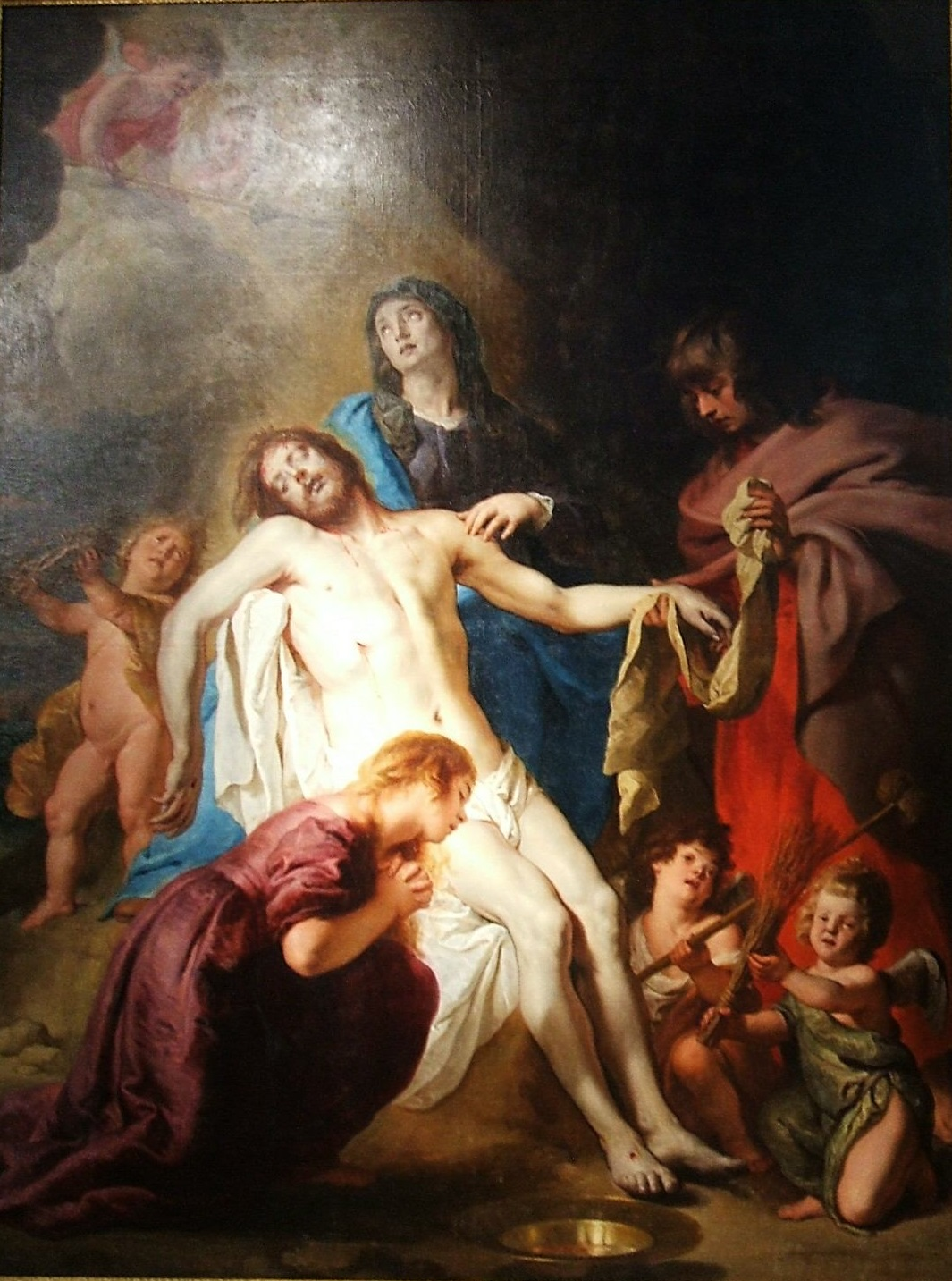
Lamentación sobre Cristo Muerto, de Gaspar de Crayer

### Sección Lienzo (Salas 8 y 9)
Esta sección se dedica a la pintura de caballete sobre lienzo de los siglos XVII y XVIII. Cronológicamente comienza con una obra del siglo XVI, de estilo manierista, el San Francisco meditando de rodillas realizado por El Greco en Toledo entre 1586 y 1592. En la Sala 8 (Capilla del Sagrado Corazón de María), junto con el citado lienzo del Greco, coexisten obras de estilo italianizante como el Cristo Crucificado, el San Pedro y el San Pablo de José de Ribera, procedentes los tres del desaparecido convento vitoriano de Santo Domingo, la Predicación de San Juan Bautista de Luca Giordano, en depósito de la parroquia de San Andrés de Argómaniz, y el Martirio de San Sebastián de un pintor de la escuela de Caravaggio. Recientemente ha sido restaurada, recuperando el brillante colorido original, la magnífica Lamentación sobre Cristo Muerto, gran óleo de Gaspar de Crayer de hacia 1640. Esta obra es un depósito temporal, ya que regresará a su lugar de origen, la Catedral (Vieja) de Santa María cuando terminen las obras de rehabilitación que allí se desarrollan.
En la Sala 9 (espacio presbiterial norte) el tema de la Inmaculada Concepción está perfectamente representado con obras de Alonso Cano, en un cuadro que procede de la parroquia de la Asunción de Nuestra Señora de Berantevilla, Juan Carreño de Miranda, Cornelis Schut y otros. Son de destacar asimismo la Cabeza de San Pablo atribuida a Valdés Leal, el San Antonio de Padua y el corazón del avaro de Nicolás de la Cuadra y dos obras atribuidas a Miguel Jacinto Meléndez, el Martirio de San Andrés y la Anunciación.

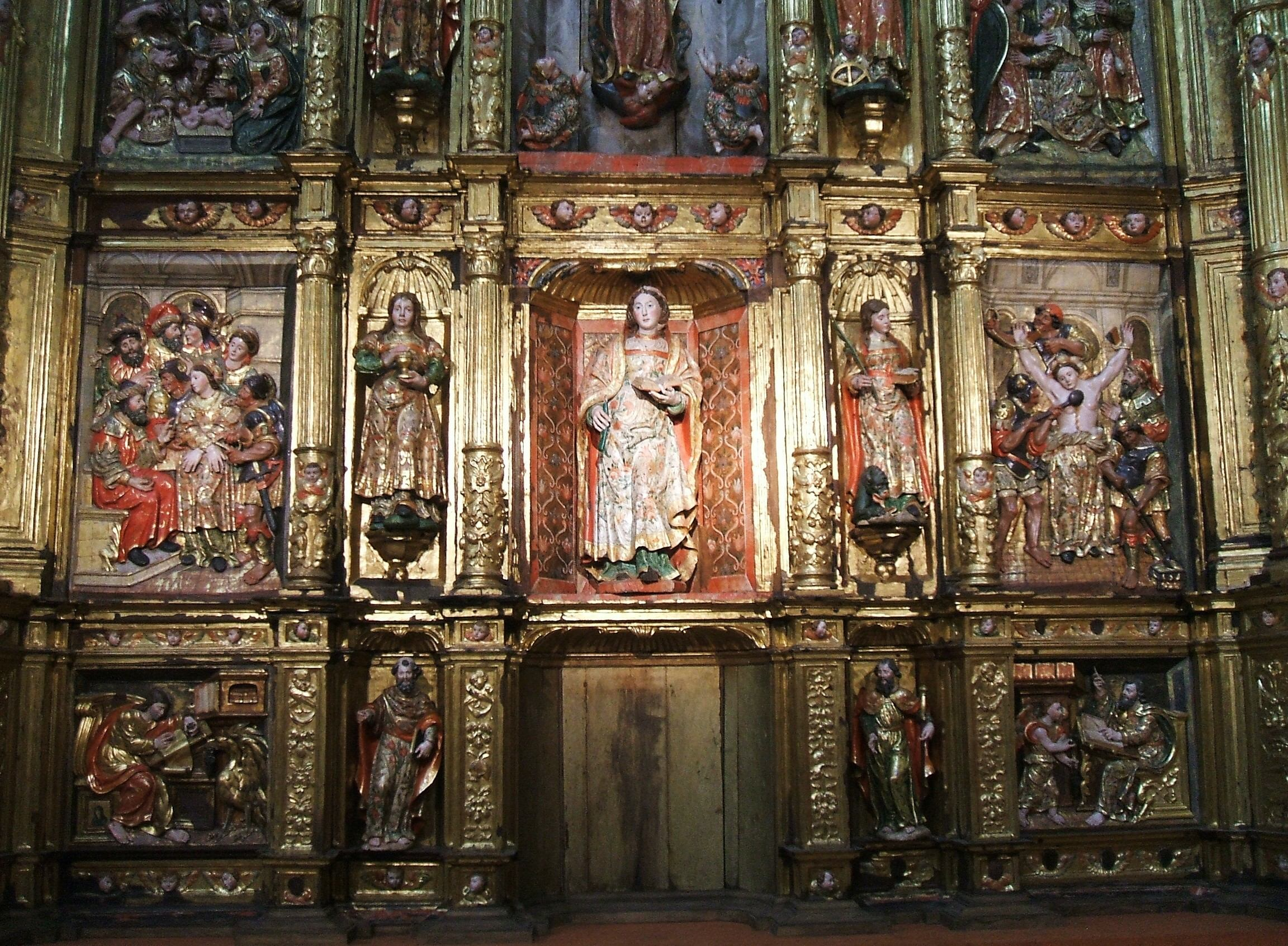
Retablo de Santa Eulalia.

### Sección Plata (Salas 10 y 11)
Contiene una amplia colección de orfebrería religiosa (cruces procesionales, custodias, copones, cálices, píxides, portaviáticos, navetas, crismeras, vinajeras, relicarios, etc) y está organizada siguiendo el criterio crononógico de la evolución estilística, desde el período Románico de transición del siglo XIII hasta las corrientes neo de principios del siglo XX.
En la Sala 10, ocupando el espacio presbiterial norte (que comparte con la Sala 9), puede observarse la platería desde el período Románico-Gótico hasta el Rococó del siglo XVIII. la Sala 11, situada en parte de la nave secundaria de la izquierda del brazo septentrional del crucero, contiene la orfebrería moderna, neoclásica, modernista, neogótica y neorrománica, así como piezas de marfil y platería hispanoamericana. El magnífico Retablo de Santa Eulalia, obra renacentista de tres cuerpos, tres calles, dos entrecalles y ático trilobulado procedente de la Iglesia de Santa Eulalia de Markinez, colocado aquí por razones de espacio, completa la última sala del Museo.

## Información adicional
El Museo Diocesano de Arte Sacro trata de acercarse al público desarrollando una serie de atenciones dirigidas tanto al visitante individual como al visitante en grupo, que se llevan a cabo por personal especializado y de forma gratuita.
Por otra parte, también se atienden consultas especializadas que van encaminadas a dar respuesta a interrogantes formulados por investigadores y público en general. La mayoría se refieren a piezas de la colección del Museo pero también se incluyen consultas sobre el patrimonio religioso alavés. Requieren una respuesta detallada por lo que se realiza una pequeña investigación y se prepara documentación que se proporciona a la persona solicitante. Además se organizan exposiciones temporales en un espacio dedicado exclusivamente para ello. La constante labor investigadora en el patrimonio religioso diocesano descubre con frecuencia obras ocultas o no suficientemente destacadas de gran valor histórico y artístico. Muchas de estas obras se encuentran en culto y a veces en lugares de difícil acceso. Desde 2002 el Museo Diocesano de Arte Sacro cuenta con un espacio para mostrar de manera temporal este tipo de obras desconocidas y llamar la atención sobre ellas tanto al público especializado como al visitante en general. Estas exposiciones vienen acompañadas por una pequeña publicación (tríptico o folleto) en la que se difunden estudios inéditos sobre las obras de arte recuperadas.
El horario de visitas del Museo es de martes a viernes entre las 10 y las 14 horas, y entre las 16 y las 18,30 horas. Los sábados, de las 10 a las 14 horas. Los domingos y festivos, de las 11 a las 14 horas. Los lunes permanece cerrado. Número de teléfono: 945 150 631. La entrada es gratuita.
Su acceso se realiza por la puerta sur del crucero de la Catedral, orientada a la calle Monseñor Cadena y Eleta y al parque de la Florida.

## Galería de imágenes

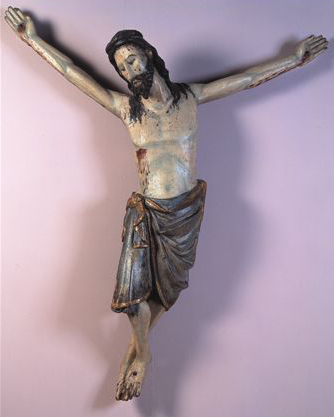
Cristo de Zurbano (s-XIV)
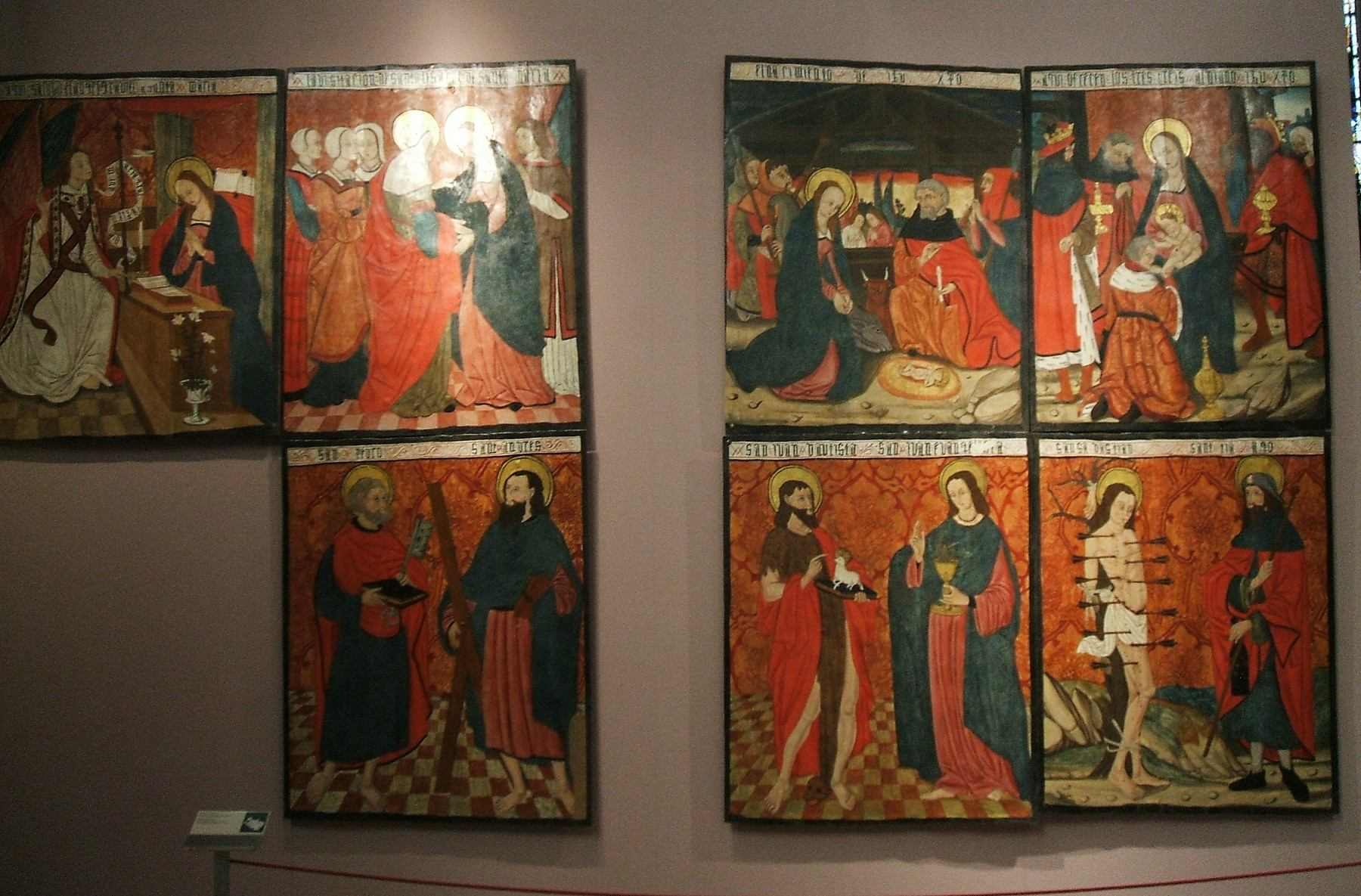
Retablo de Tortura (ss-XV o XVI)
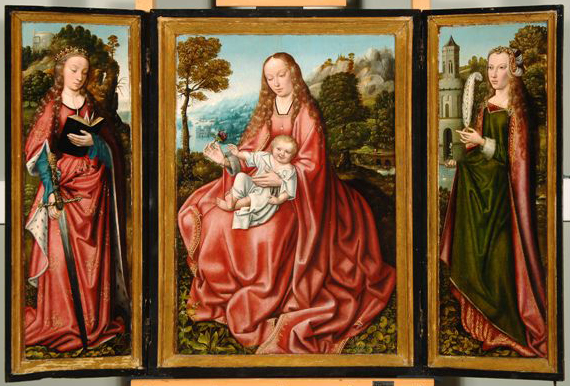
Tríptico de la Virgen con el Niño, Santa Catalina y Santa Bárbara (s-XVI)
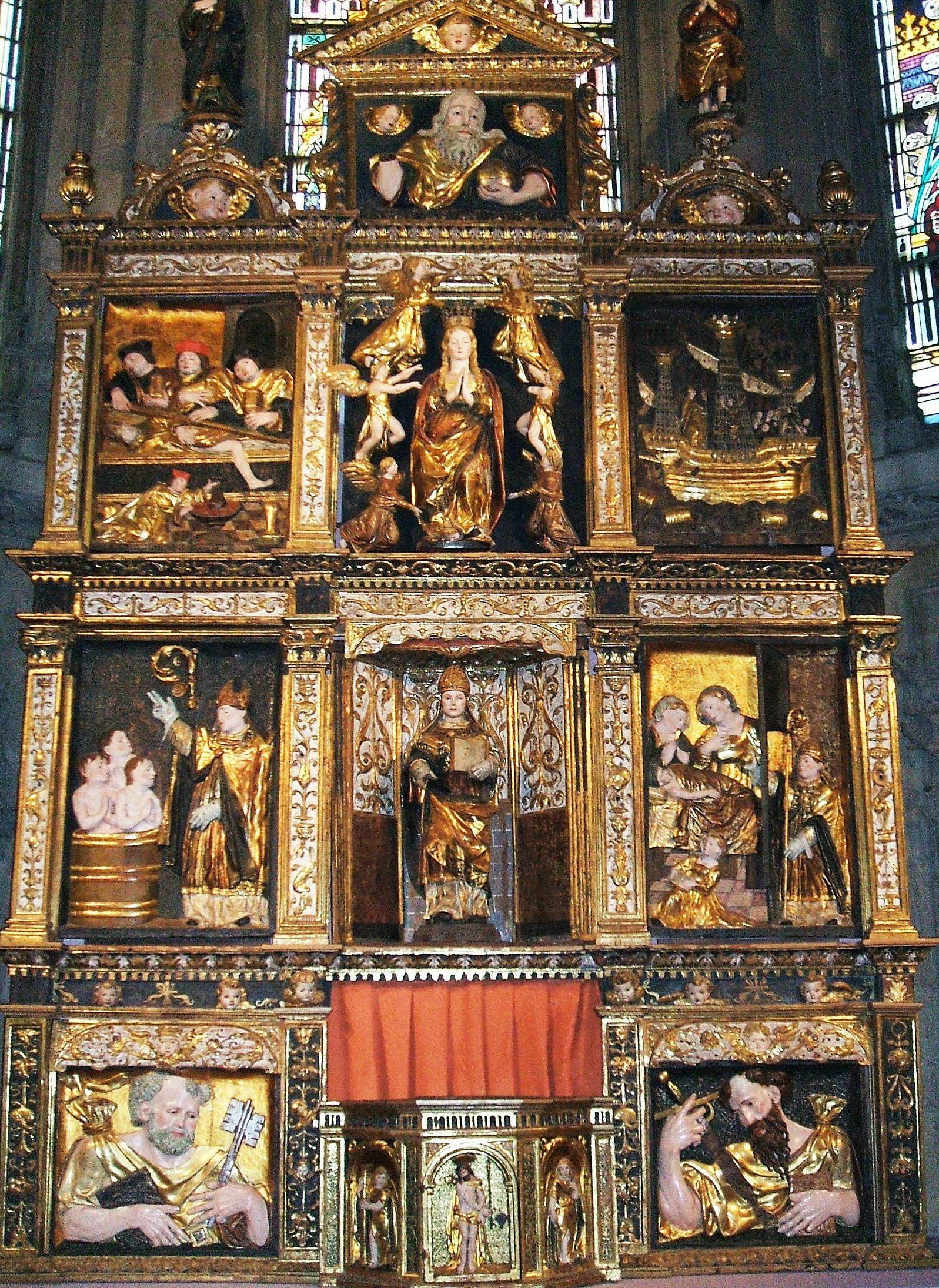
Retablo de San Nicolás de Bari (s-XVI)
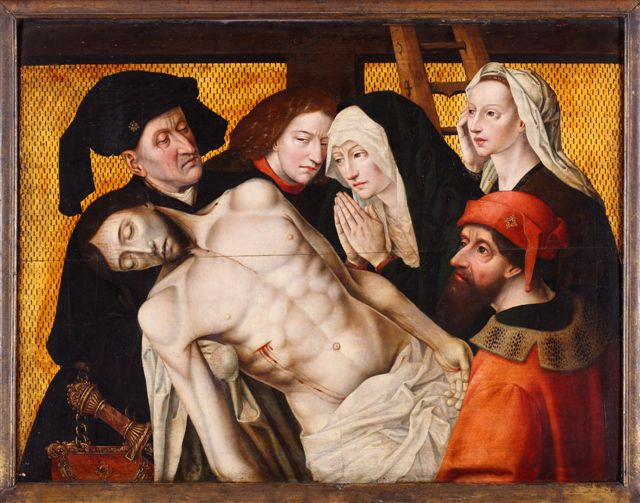
Descendimiento (s-XVI), del Conjunto funerario de los Mtz. de Salvatierra